# 黑尔戈兰
黑尔戈兰（德語：Helgoland，發音：[ˈhɛlɡoˌlant] ⓘ）是德国石勒苏益格-荷尔斯泰因州平讷贝格县的市镇，下辖同名海岛及迪讷岛，面积4.21平方千米，2023年12月31日人口为1,253人。
这些岛屿长期是丹麦的领土，然后从1807年到1890年成为英国的殖民地。自1890年以来，它们一直是德国石勒苏益格-荷尔斯泰因州的一部分，不过在1945年至1952年期间由英国作为战争割让领土管理。1952年，英国将该群岛归还给联邦德国。
黑尔戈兰群岛地理位置非常重要，作为海军基地，它可以监视和封锁德国的汉堡、不来梅两个重要商港，二战期间英国和盟军多次轰炸该群岛。